# Monoctonus hispanicus
Monoctonus hispanicus är en stekelart som beskrevs av Tizado 1992. Monoctonus hispanicus ingår i släktet Monoctonus och familjen bracksteklar. Inga underarter finns listade i Catalogue of Life.